# NGC 6655
NGC 6655 је двојна звезда у сазвежђу Штит која се налази на NGC листи објеката дубоког неба.
Деклинација објекта је - 5° 55' 16" а ректасцензија 18h 34m 30,8s. Привидна величина (магнитуда) објекта NGC 6655 износи 12,9.